# ゴールド・ボーイ
『ゴールド・ボーイ』は、2024年3月8日公開の日本映画。監督は金子修介、主演は岡田将生。PG12指定。
『バッド・キッズ 隠秘之罪』のタイトルでドラマ化もされた中国の作家・紫金陳（ズー・ジンチェン）の小説『悪童たち』（原題：『坏小孩』。邦訳：稲村文吾訳、早川書房）を、沖縄県に舞台を移して映画化したクライム・サスペンス。

## あらすじ
冒頭、沖縄。東ホールディングス代表取締役夫妻と婿養子の東昇が夫妻の思い出の地である崖に向かうシーンで物語は始まる。夫妻は義息との旅行を楽しむが、東昇にはある企みがあった。写真撮影を口実に義両親を崖の縁に立たせた彼は、二人を続けざまに突き落として殺害する。
場面が変わり、中学校の終業式から帰宅した安室朝陽のもとに幼馴染の上間浩と義妹の上間夏月が現れる。夏月が義父に性的暴行を受けかけたために反撃して刺してしまい、苦しむ彼を放置して家を飛び出してきたというのだ。朝陽は困惑しつつも彼らを受け入れる。
三人は今後の展望を話し合う。最終的に兄妹は施設に入る決意を固め、夏月が海辺で彼女の亡父に送る写真を撮りたいと言い出す。撮影役の朝陽がうっかり動画を撮ってしまい削除しようとするが、動画には崖の上で人影が揉み合い、2人が落ちる様子が捉えられていた。彼らは困惑するが、直後に東夫妻が事故死したことをニュースで知り、思いがけず犯罪の証拠を握ったと知る。朝陽は動画をネタに東昇をゆすり金銭を得る計画を思いつき二人に提案するが…

## キャスト
- 東昇：岡田将生
- 安室朝陽：羽村仁成[3][5]
- 安室香：黒木華[3][5]
- 上間夏月：星乃あんな[3][5]
- 上間浩：前出燿志[3][5]
- 東静：松井玲奈[3][5]
- 打越一平：北村一輝[3][5]
- 東巌：江口洋介[3][5]
- 打越遥：花澄[6]
- 東佐江：中村久美[6]
- 東啓治：矢島健一[6]
- 打越晶：東恩納瑠花[6]
- 国頭刑事：三浦誠己
- 上間道郎：グレート-O-カーン

## スタッフ
- 監督：金子修介
- 原作：紫金陳（ズー・ジンチェン）小説『悪童たち』、iQIYIオリジナルドラマ『バッド・キッズ 隠秘之罪』
- 脚本：港岳彦[3][5]
- 音楽：谷口尚久[3][5]
- 主題歌：倖田來未「Silence」[7]
- 企画：許曄[3][5]
- 制作・制作総指揮：白金[3][5][4]
- 制作：Zhang Jin、劉燕銘、太田和宏、河野聡、荒井裕樹[5]
- コ・エグゼクティブプロデューサー：劉馨宜、張棟、李晨[5]
- プロデューサー：吉田多喜男、仲野潤一[3][5]
- コ・プロデューサー：韓肯[5]
- 題字：金澤翔子[5]
- 撮影：柳島克己（J.S.C.）[5]
- 照明：宗賢次郎（J.S.L.）[5]
- 美術：野々垣聡[5]
- 録音：小松崎永行[5]
- アクション監督：香純恭[5]
- 特機：奥田悟[5]
- 音響効果：柴崎憲治[5]
- 編集：洲﨑千恵子[5]
- 助監督：村上秀晃[5]
- キャスティングディレクター：吉川威史[5]
- 装飾：山田好男[5]
- スタイリスト：袴田知世枝[5]
- ヘアメイク：本田真理子[5]
- スクリプター：吉田久美子[5]
- 製作担当：間口彰、大田康一[5]
- CG / VFXプロデューサー：加賀美正和
- VFXスーパーバイザー：遠山祐一郎
- 音楽プロデューサー：原島泰広（Avex Music Creative Inc.）
- アソシエイト・プロデューサー：赤須恵祐、新井勝晴、増川悦男、森重宏美、中道開
- 宣伝プロデューサー：金子学、宮元恵美
- アシスタントプロデューサー：春咲竜、安江泰二、趙瀛洲
- 衣装特別協賛：Y's for men、株式会社ヨウジヤマモト（久保正、村木剛）
- ロケーション特別協賛：カヌチャリゾート
- 宿泊特別協賛：沖縄プリンスホテル オーシャンビューぎのわん
- 技術協賛：DJI PRO
- 協力：OCVB沖縄フィルムオフィス
- 宣伝協力：ブシロードムーブ
- 配給：東京テアトル、チームジョイ[3]
- 製作プロダクション：チームジョイ
- 製作：『ゴールド・ボーイ』製作委員会（チームジョイ、海润电影（香港）有限公司、東京テアトル、バンダイナムコフィルムワークス、ウェル・エンタープライズ、インターナショナル パートナーズ、藝鼎伝媒（タイ）有限公司、東方之夢電影有限公司、Homerun Pictures）